# El Camí Ignasià
El Camí Ignasià és una pel·lícula documental de 2022, dirigida per Jordi Roigé, en commemoració del cinquè centenari del pelegrinatge d'Ignasi de Loiola. El documental relata l'itinerari de 600 quilòmetres de quatre pelegrins i un guia de diferents procedències que segueixen els passos de Loiola, des d'Azpeitia fins a Manresa, transcorrent l'anomenat Camí ignasià. A través de les seves vivències, les imatges capten l'arquitectura, els paisatges, la fauna i flora, la gastronomia, la cultura i la gent dels espais que conformen del Camí Ignasià.
La pel·lícula es va exhibir per primer copa la Filmoteca Vaticana el 14 de juny de 2022, i es va estrenar als cinemes el 22 de juliol. Inclou diàlegs en català (15%), castellà, francès i basc.